# Lista dei musei sull'emigrazione italiana
Questa è una lista dei musei sull'emigrazione italiana. Sono esclusi da questa lista i musei esclusivamente virtuali. 
| Nome                                                      | Sigla  | Sede (città)               | Sede (stato) |
| --------------------------------------------------------- | ------ | -------------------------- | ------------ |
| Museo dell'Emigrazione Asuni                              | MEA    | Asuni (OR)                 | Italia       |
| Museo Interattivo delle Migrazioni                        | MIM    | Belluno                    | Italia       |
| Museo della Figurina di Gesso e dell’Emigrazione          |        | Coreglia Antelminelli (LU) | Italia       |
| Museo dell’emigrazione "Giovanni Battista Scalabrini"     |        | Francavilla Angitola (VV)  | Italia       |
| Museo Regionale dell'Emigrazione dei Piemontesi nel Mondo |        | Frossasco (TO)             | Italia       |
| Museo Nazionale dell’Emigrazione Italiana                 | MEI    | Genova                     | Italia       |
| Museo Regionale dell’Emigrazione "P. Conti"               |        | Gualdo Tadino (PG)         | Italia       |
| Museo Regionale dell'Emigrante "Pascal D'Angelo"          |        | Introdacqua (AQ)           | Italia       |
| Museo dell'emigrazione italiana                           |        | Lucca                      | Italia       |
| Piccolo museo dell’Emigrante di Monghidoro                |        | Monghidoro (BO)            | Italia       |
| Museo dell'Emigrazione della Gente di Toscana             |        | Mulazzo (MS)               | Italia       |
| Museo Emigrazione Scalabrini                              | MES    | Piacenza                   | Italia       |
| Museo delle Migrazioni di Pettinengo                      |        | Pettinengo (BI)            | Italia       |
| Museo dell’Emigrante di Tarsogno                          |        | Tarsogno (PR)              | Italia       |
| Museo dell’Emigrante                                      |        | Tornolo (PR)               | Italia       |
| Museo dell’Emigrazione Marchigiana                        | MEMA   | Recanati (MC)              | Italia       |
| Museo Nave della Sila                                     |        | Roasio (VC)                | Italia       |
| Museo dell'Emigrazione e del Tessuto                      |        | Canicattini Bagni (SR)     | Italia       |
| Museo dell'Emigrante di Roasio                            |        | Spezzano della Sila (CS)   | Italia       |
| Museo dell'Emigrante                                      |        | Città di San Marino        | San Marino   |
| Italian American Museum of Cleveland                      | IAMCLE | Cleveland                  | Stati Uniti  |
| Italian American Museum of Los Angeles                    | IAMLA  | Los Angeles                | Stati Uniti  |
| Museo italo americano                                     |        | San Francisco              | Stati Uniti  |